# روش لکه شرقی
روش لکه شرقی یا (Eastern blotting) نام یک روش آزمایشگاهی در بیوشیمی است برای آنالیز پروتئین‌ها پس از پیرایش پسارونویسی
این روش اغلب در مورد اپی توپهای کربوهیدراتها بکار می‌رود.